# Jiang Chuan
Dans ce nom chinois, le nom de famille, Jiang, précède le nom personnel.
Jiang Chuan (chinois : 蒋川), né le 26 janvier 1984 à Wenzhou, dans la province du Zhejiang), est un joueur chinois de xiangqi qui a notamment été champion de Chine en 2010 et champion du monde en 2011. C'est également le premier joueur dont le classement Elo a atteint 2 700 points.
En plus de ses résultats en compétition officielle, il est connu pour avoir battu le record du plus grand nombre de parties simultanées à l'aveugle en 2010 avec 20 parties en même temps, améliorant le record que Liu Dahua détenait depuis 1995. Il bat de nouveau ce record le 18 juin 2017 avec 26 parties à l'aveugles jouées simultanément (21 victoires, 3 nulles, 2 défaites) après 16,5 h de jeu diffusé en direct à la télévision.